# Liste des monuments de Mehdia
Ceci est une liste des monuments classés par le ministère de culture marocain aux alentours de Mehdia.
| Identifiant monument         | Site   | Monument                                   | Adresse | Date de classement | Décret | Coordonnées                        | Illustration               |                       |
| ---------------------------- | ------ | ------------------------------------------ | ------- | ------------------ | ------ | ---------------------------------- | -------------------------- | --------------------- |
| pc_architecture/sanae:350010 | Mehdia | phare de Mehdia                            |         |                    |        | 34° 16′ 00″ nord, 6° 40′ 00″ ouest | Image manquante Téléverser | Télécharger une image |
| pc_architecture/sanae:190012 | Mehdia | Kasbah de Mehdia                           |         |                    |        | 34° 15′ 51″ nord, 6° 39′ 27″ ouest | Kasbah de Mehdia           | Télécharger une image |
| pc_architecture/sanae:410052 | Mehdia | Murs d'enceintes de la Kasba de Mehdia (d) |         |                    |        | 34° 15′ 55″ nord, 6° 39′ 33″ ouest | Image manquante Téléverser | Télécharger une image |
| pc_architecture/sanae:390090 | Mehdia | Bab El Aïn (d)                             |         |                    |        | 34° 15′ 44″ nord, 6° 33′ 57″ ouest | Image manquante Téléverser | Télécharger une image |
| pc_architecture/sanae:390089 | Mehdia | Bab Jdid (Mehdia) (d)                      |         |                    |        | 34° 15′ 51″ nord, 6° 39′ 25″ ouest | Image manquante Téléverser | Télécharger une image |